# Kungariket Matamba
Matamba var ett historiskt kungarike i centrala Afrika i nuvarande Angola och styrdes som en oberoende vasallstat under Kongoriket. Matamba låg väster om Kwangofloden. Det grundades vid okänd tidpunkt, enades med kungariket Ndongo år 1631, och inlemmades i Portugisiska Västafrika i slutet av 1800-talet.

## Historia
Matamba var känt för att ha ovanligt många kvinnliga regenter, och det styrdes från 1550 av kvinnliga hövdingar. Det är okänt när riket bildades, men det omtalas som en stor och mäktig stat cirka 1530, och är alltså äldre än så. I slutet av 1500-talet kom det i konflikt med den portugisiska närvaron i Angola. 
I början av 1630-talet erövrades riket av Nzinga av Ndongo, som drivits ut från Ndongo av portugisiska trupper och som nu använde Matamba som bas för att återerövra Ndongo.  Matamba blev en bas för Nzingas krig mot kolonialmakten som hade tillsatt Ngola a Hari som kung av Ndongo.  Kriget pågick intermittent till 1656 då ett fredsavtal med Portugal tecknades, sedan Portugal hade frigett Nzingas syster Barbara, som de hållit som gisslan.  
Drottning Nzinga dog 1663 och efterlämnade ingen arvinge. En inbördeskrig utbröt då mellan anhängarna till Nzingas Imbangala-armé under Njinga Mona, och anhängarna till Nzingas general João Guterres Ngola Kanini, som var gift med hennes syster Barbara.  Fred uppnåddes inte förrän Njinga Mona slutligen besegrades av João och Barbaras son Francisco I Guterres Ngola Kanini år 1680. Han avled dock redan året därpå, men stabiliteten säkrades slutligen av hans syster och efterträdare Veronica Guterres, som utsågs till härskare eller "Ngola av Matamba".  Drottning Veronica säkrade också kungarikets oberoende mot portugiserna.  Drottning Ana II Guterres tvingades efter ett krig med portugiserna år 1744 formellt gå med på att riket blev en portugisisk vasall, men i praktiken var kungariket även i fortsättningen självständigt mot Portugal. Veronica liksom hennes efterträdare Ana II gynnade kristendomen och välkomnade missionärer, men ingen permanent inhemsk missionsverksamhet etablerades. 
När drottning Anna II Guterres avled 1767 utbröt tronstrider mellan hennes nevö Francisco II Kalwete ka Mbandi och hennes döttrar Kamana och Murili.  De senare flydde då till Kidonaöarna i Kwanza, där Kamana upprättade ett kungadöme och förgäves bad om Portugals stöd att återta tronen: de två monarkerna delade formellt upp riket omkring år 1800, och Kamala blev drottning i det lilla kungariket Jinga.  Kungariket enades inte igen förrän under Kamalas son Ndala Kamana 1810, som med portugisiskt stöd kunde efterträda sin mors kusin. 
Matamba inlemmades i Portugisiska Västafrika av Portugal under förevändning att stoppa ett tronföljdskrig. Detta skedde i slutet av 1800-talet. 

## Regenter
- 1631–1663: Nzinga av Ndongo ("Ana I")
- 1663–1666: Barbara, Nzingas syster.
- 1666–1669: Njinga Mona
- 1669–1670: João Guterres Ngola Kanini, Barbaras make, Nzingas svåger.
- 1670–1680: Njinga Mona
- 1680–1681: Francisco I Guterres Ngola Kanini, Barbaras son, Nzingas nevö.
- 1681–1721: Verónica I Guterres, Franciscos syster.
- 1721–1741: Afonso I Alvares de Pontes, Verònicas son.
- 1741–1756: Ana II Guterres da Silva Ngola Kanini, barnbarn till Verònica I.
- 1756–1758: Verónica II Guterres, dotter/systerdotter till Ana II.
- 1758–1767: Ana III Guterres, syster till Verónica II.
- 1767–1810: Francisco II Guterres Kaluete ka Mbandi, Ana III:s nevö.
- 1810–1833: Ndala Kamana, Ana III:s dotterson.